# 543 TCN
543 TCN là một năm trong lịch La Mã.

## Mất
- Bác Cơ (伯姬; là con gái của Lỗ Thành công; ?—543 TCN)